# Ctenotus maryani
Espèce
Ctenotus maryani est une espèce de sauriens de la famille des Scincidae.

## Répartition
Cette espèce est endémique d'Australie-Occidentale en Australie.

## Étymologie
Cette espèce est nommée en l'honneur de Brad Maryan.

## Publication originale
- Aplin & Adams, 1998 : Morphological and genetic discrimination of new species and subspecies of gekkonid and scincid lizards (Squamata: Lacertilia) from the Carnarvon Basin of Western Australia. Journal of the Royal Society of Western Australia, vol. 81, p. 201-223.